# Kammerorchester des Polnischen Rundfunks „Amadeus“
Das Kammerorchester des Polnischen Rundfunks „Amadeus“ (poln. Orkiestra Kameralna Polskiego Radia „Amadeus“) wurde in Posen 1968 von der Dirigentin Agnieszka Duczmal gegründet.
Ursprünglich war das Orchester unter dem Patronat der Jeunesses Musicales International tätig; danach wurde es von der Posener Musikalischen Gesellschaft gefördert.
1977 wurde das Orchester vom Polnischen Rundfunk übernommen und in Kammerorchester des Polnischen Rundfunks „Amadeus“ umbenannt.
Vom Anfang an trat das Orchester auf Konzertreisen in Polen und im Ausland auf. 1976 wurde das Orchester in West-Berlin auf dem internationalen Treffen der Jugendorchester mit einer Herbert-von-Karajan-Silbermedaille ausgezeichnet.
„Amadeus“ besuchte fast alle Länder Europas und USA, Kanada, Mexiko, Brasilien, Kuwait, Taiwan und Japan.
Mit dem Orchester traten bekannte Solisten auf, wie Maurice André, Gary Karr, Henryk Szeryng, Martha Argerich, Mischa Maisky, Gheorghe Zamfir, Håkan Hardenberger, Michala Petri und Vadim Repin.
Für das Archiv des Polnischen Rundfunks lieferte das Orchester über 9000 Minuten Tonaufnahmen, für das polnische Staatsfernsehen 110 Konzerte und 5 Stunden für Télévision Française. Es wurden 46 CDs aufgenommen, darunter viele Erstaufführungen, wie Johann Sebastian Bachs Goldberg-Variationen, von Józef Koffler für ein Kammerorchester bearbeitet. Das Orchester liefert auch Tonaufnahmen größtenteils polnischer Musik für NDR, WDR, BBC und CBC.
Auf Konzertreisen ist das Orchester u. a. im Amsterdamer Concertgebouw, Philharmonien in Berlin, Köln, München, Sankt Petersburg, im Dresdner Gewandhaus, Wiener Musikvereinsaal und Mailänder Teatro alla Scala aufgetreten.